# Municipio de Connelly
El municipio de Connelly (en inglés: Connelly Township) es un municipio ubicado en el condado de Wilkin en el estado estadounidense de Minnesota. En el año 2010 tenía una población de 116 habitantes y una densidad poblacional de 1,83 personas por km².

## Geografía
El municipio de Connelly se encuentra ubicado en las coordenadas 46°19′53″N 96°34′24″O / 46.33139, -96.57333. Según la Oficina del Censo de los Estados Unidos, el municipio tiene una superficie total de 63.29 km², de la cual 63,29 km² corresponden a tierra firme y (0 %) 0 km² es agua.

## Demografía
Según el censo de 2010, había 116 personas residiendo en el municipio de Connelly. La densidad de población era de 1,83 hab./km². De los 116 habitantes, el municipio de Connelly estaba compuesto por el 98,28 % blancos y el 1,72 % eran de una mezcla de razas. Del total de la población el 1,72 % eran hispanos o latinos de cualquier raza.